# كأس العالم لكرة الماء للنساء 1991
كأس العالم لكرة الماء للنساء 1991 كان الموسم الثامن من كأس فينا للنساء، وجرت المنافسات في لونغ بيتش (كاليفورنيا) الولايات المتحدة، ونظمت من قبل الاتحاد الدولي للسباحة (FINA).
وتوج منتخب هولندا بكأس البطولة. فيما حل منتخب أستراليا في المركز الثاني، ومنتخب الولايات المتحدة في المركز الثالث.